# Massa crítica

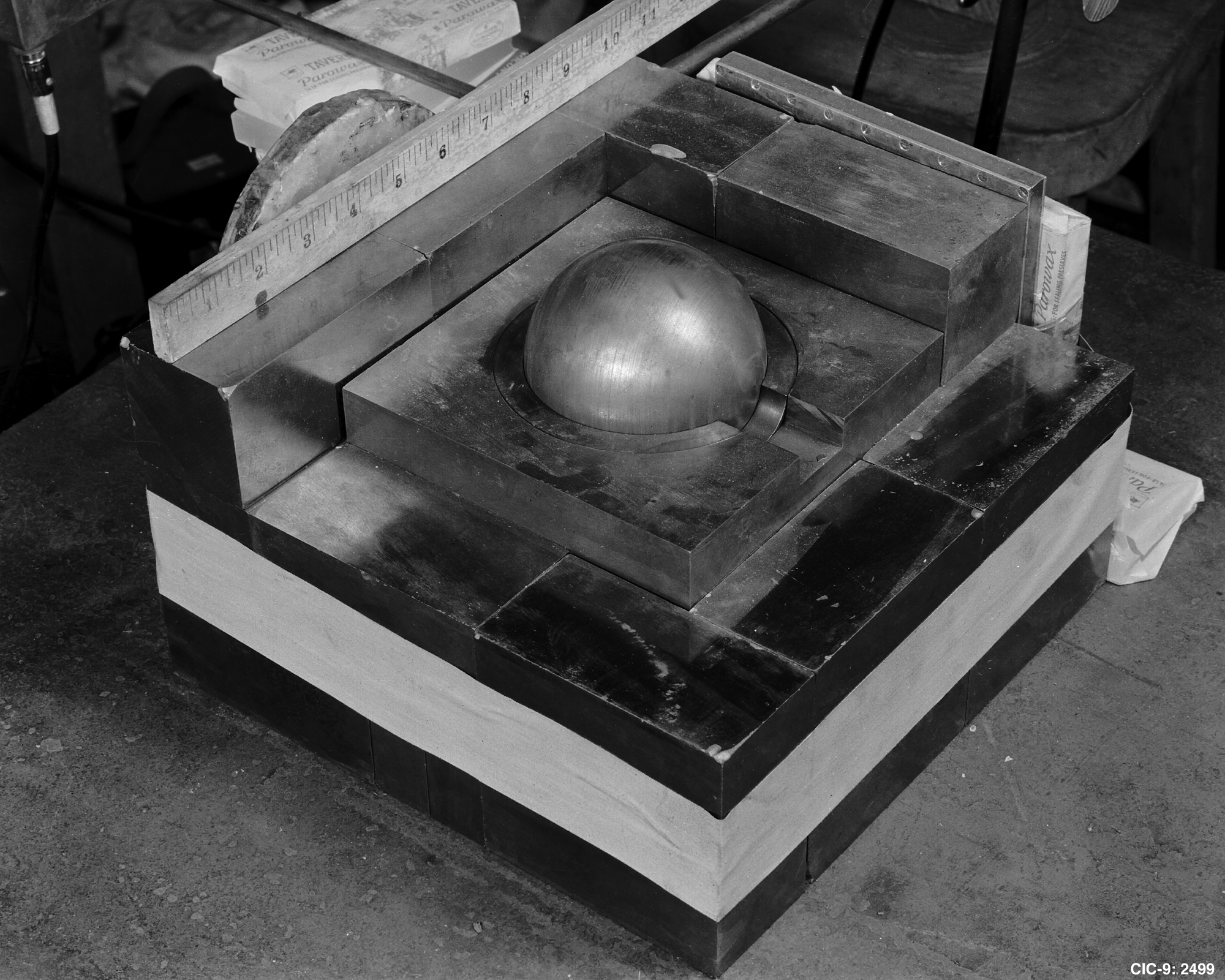
Simulação de uma esfera de plutónio rodeada por blocos reflectores de carbeto de tungsténio, reflectores de neutrões. Uma recriação de um acidente de criticidade, em 1945, com o objectivo de medir a radiação produzida quando um bloco reflector suplementar foi adicionado sobre a esfera de maneira descuidada, reflectindo mais neutrões de volta à massa, tornando-a supercrítica.

A massa crítica de um material fissionável é a quantidade necessária para manter uma reacção nuclear em cadeia autosustentada. A massa crítica de um material fissionável depende das suas propriedades nucleares, das suas propriedades físicas (a densidade, em particular), a sua forma, e a sua pureza. Rodear material fissionável com um reflector de neutrões reduz a massa necessária, enquanto que a atenuação da fissão com um absorvedor irá requerer mais massa. Veja também radiação de neutrões.
Uma configuração na qual uma reacção em cadeia é alcançada no limite é denominada de "crítica", e diz-se, nesse caso, ter-se obtido "criticidade". Numa tal configuração, sem introdução de novos neutrões (por fissão nuclear espontânea, por exemplo), a reacção aumentará linearmente. Uma montagem situada para além do ponto de criticidade é denominada de "supercrítica". Uma reacção capaz de suster uma reacção em cadeia sem necessitar da contribuição de um neutrão estimulado é chamada de "crítica estimulada" (em inglês prompt critical) sendo, portanto, também supercrítica. Grandes massas recebem também a designação de "críticas superestimuladas".
Se uma configuração é menos do que crítica então um fornecimento estável de novos neutrões livres permitirá à reacção de fissão atingir um estado estável. Neste caso, a configuração recebe a denominação de "subcrítica".
A descoberta de que uma configuração supercrítica não é necessariamente crítica estimulada é atribuída ao físico Enrico Fermi e tornou possível a construção de reactores nucleares usando reacções de fissão em cadeia. Qualquer configuração crítica estimulada explodirá se não for devolvida rapidamente a um estado abaixo da criticidade estimulada.

## Massa crítica de uma esfera
A forma com menor massa crítica é a esfera. Esta massa poderá ser ainda mais reduzida com a introdução de um reflector de neutrões.
No caso de uma esfera rodeada por um reflector de neutrões, a massa crítica é de cerca de 15 kg para urânio-235 (20 a 25 kg para uma montagem de tipo bélico) e 10 kg para plutónio-239.
As massas críticas (forma esférica) de alguns outros isótopos cujas meia-vidas excedem 100 anos encontram-se compiladas na tabela seguinte.
| Isótopo         | Massa Crítica | Link |
| --------------- | ------------- | ---- |
| protactínio-231 | 750±180 kg    |      |
| urânio-233      | 15 kg         |      |
| urânio-235      | 50 kg         |      |
| neptúnio-236    | 7 kg          |      |
| neptúnio-237    | 60 kg         | ,    |
| plutónio-238    | 9,04–10,07 kg |      |
| plutónio-239    | 10 kg         | ,    |
| plutónio-240    | 40 kg         |      |
| plutónio-242    | 100 kg        |      |
| amerício-241    | 60–100 kg     |      |
| amerício-242    | 9–18 kg       |      |
| amerício-243    | 50–150 kg     |      |
| cúrio-243       | 7,34–10 kg    |      |
| cúrio-244       | (13,5)–30 kg  |      |
| cúrio-245       | 9,41–12,3 kg  |      |
| cúrio-246       | 39–70,1 kg    |      |
| cúrio-247       | 6,94–7,06 kg  |      |
| califórnio-249  | 6 kg          |      |
| califórnio-251  | 5 kg          |      |

A massa crítica para plutónio de baixa qualidade depende fortemente das percentagens da mistura: com 20% de U-235 (abreviatura de urânio-235) e rodeada por uma camada de berílio reflectora de neutrões, terá mais de 400 kg de massa; com 15% de U-235, atingirá massas superiores a 1 000 kg.
A massa crítica é inversamente proporcional ao quadrado da densidade: se a densidade é 1% maior e a massa 2% menor, então o volume é 3% menor e o diâmetro 1% menor (aproximadamente). A probabilidade, por cm viajado, de um neutrão atingir um núcleo é proporcional à densidade - 1% mais, portanto -, compensando assim o facto de a distância viajada pelo neutrão antes de abandonar o sistema ser 1% menor. Isto é algo que deverá ser levado em consideração quando se tornam necessárias estimativas mais precisas de massas críticas, para isótopos de plutónio, do que as fornecidas na tabela anterior. Com efeito, o metal plutónio tem um grande número de fases cristalinas distintas, as quais, por sua vez, poderão exibir densidades extremamente variáveis.
De notar que nem todos os neutrões contribuem para a reacção em cadeia. Alguns escapam-se, enquanto outros sofrem captura radiactiva. Seja {\displaystyle q} a probabilidade de um dado neutrão induzir fissão em um núcleo. Considerem-se apenas neutrões estimulados, e seja {\displaystyle \nu } o número de neutrões estimulados gerados numa fissão nuclear. Por exemplo, {\displaystyle \nu \simeq 2.5} para urânio-235. Então, a criticidade surge quando {\displaystyle \nu q=1}. A dependência de tudo isto na geometria, massa e densidade surge por intermédio do factor {\displaystyle q}.
Dada uma secção recta (também denominada secção eficaz) de interacção {\displaystyle \sigma } (medida, tipicamente, em barn), o percurso médio livre de um neutrão estimulado é {\displaystyle \ell ^{-1}=n\sigma }, onde {\displaystyle n} é o número de densidade nuclear. Grande parte das interacções são eventos de espalhamento (scattering), pelo que um dado neutrão segue um percurso aleatório até que ou se escapa do meio ou causa uma reacção de fissão. Enquanto outros mecanismos de perda se mantenham desprezáveis, o raio de uma massa crítica esférica é dado, de forma grosseira, pelo produto do percurso livre médio {\displaystyle \ell } e a raiz quadrada de 1 somado com o número de eventos de espalhamento por cada evento de fissão (chamemos-lhe {\displaystyle s}), já que a distância efectiva viajada num passeio aleatório é proporcional à raiz quadrada do número de passos:
{\displaystyle R_{c}\simeq \ell {\sqrt {s}}\simeq {\frac {\sqrt {s}}{n\sigma }}}
Note que, no entanto, esta expressão constitui apenas uma estimativa grosseira.
Em termos de massa total {\displaystyle M}, massa nuclear {\displaystyle m}, densidade {\displaystyle \rho }, e um factor dummy {\displaystyle f} o qual leva em conta a geometria e outros efeitos, criticidade corresponde a criticality
{\displaystyle 1={\frac {f\sigma }{m{\sqrt {s}}}}\rho ^{2/3}M^{1/3}}
equação que claramente recupera o resultado supracitado, o qual afirma que a massa crítica depende inversamente do quadrado da densidade.
Em alternativa, poderemos reformular tudo isto de forma mais sucinta em termos da densidade areal de massa, {\displaystyle \Sigma }:
{\displaystyle 1={\frac {f'\sigma }{m{\sqrt {s}}}}\Sigma }
onde o factor {\displaystyle f} foi reescrito como {\displaystyle f'} (f linha) com o intuito de levar em conta o facto dos dois valores poderem diferenciar-se dependendo de efeitos geométricos e de que forma definimos {\displaystyle \Sigma }. Por exemplo, para uma esfera sólida de Pu-239 a criticidade é atingida a 320 kg/m2, independentemente da densidade, sendo para U-235 atingida aos 550 kg/m2. Em qualquer caso, a criticidade dependerá de um neutrão "ver" uma quantidade de núcleo à sua volta, de tal forma que a densidade areal de núcleo exceda um determinado valor.
O que foi até aqui referido é aplicado em armas nucleares de tipo implosivo, nas quais uma massa esférica de material fissionável, massa essa substancialmente menor do que uma massa crítica, é tornada supercrítica aumentando {\displaystyle \rho } muito rápidamente (e, assim, também {\displaystyle \Sigma }). Com efeito, sofisticados programas de armamento nuclear podem criar um dispositivo perfeitamente funcional a partir de muito menos material do que aquele que programas menos sofisticados requereriam.
Não levando em conta a matemática, existe uma analogia física simples que facilita a explicação deste resultado. Considere vapores de diesel resultantes da exaustão de um tubo de escape. Inicialmente, os fumos têm cor negra mas, gradualmente, começamos a conseguir ver através deles. Tal não se deve a um aumento da área eficaz total das partículas em suspensão, mas sim à dispersão destas. Se considerarmos um cubo transparente de aresta {\displaystyle L}, cheio de partículas em suspensão, então a profundidade óptica (que é uma medida de transparência) deste meio será inversamente proporcional ao quadrado de {\displaystyle L} e, por conseguinte, proporcional à densidade areal de partículas em suspensão: torna-se mais fácil de ver através do cubo se aumentarmos as suas dimensões.
Na determinação de valores precisos de massas críticas deparamo-nos com vários problemas, nomeadamente (1) conhecimento detalhado de secções eficazes e (2) cálculo de efeitos geométricos. Este último problema forneceu motivação significativa para o desenvolvimento do método de Monte Carlo, em física computacional, por Nicholas Metropolis e Stanisław Ulam. Com efeito, mesmo para uma esfera sólida homogénea, o cálculo exacto não é de forma alguma trivial. De notar também que o cálculo pode também ser feito assumindo uma aproximação contínua (não discreta) do transporte do neutrão, reduzindo-se o problema a um problema de difusão. No entanto, não sendo as dimensões lineares significativamente superiores ao caminho livre médio do neutrão, tal aproximação peca por imprecisa, sendo apenas marginalmente aplicável.
Finalmente, há a referir que para algumas geometrias idealizadas, a massa crítica poderá, formalmente, ser infinita, sendo outros parâmetros usados para descrever a criticidade. Por exemplo, considere uma folha infinita de material fissionável. Para uma espessura finita, a folha terá massa infinita. No entanto, a criticidade apenas é atingida quando a espessura desta folha excede um valor crítico.

## Desenho da arma
Até que a detonação seja desejada, a arma nuclear deverá ser mantida subcrítica. No caso de uma bomba de urânio, tal pode ser alcançado mantendo o combustível em peças separadas, cada uma abaixo do tamanho crítico tanto devido a serem pequenos demais como terem formatos desfavoráveis. Para provocar a detonação, os vários pedaços de urânio são aproximados uns dos outros rápidamente. Na arma Little Boy, isto foi conseguido disparando uma massa menor de urânio por um cano de arma na respectiva cavidade no pedaço maior de urânio. Esta configuração tem o nome de arma de fissão de tipo balístico.
Não foi, até hoje, encontrada forma de criar uma bomba de plutónio a partir de peças separadas. Em vez disso, o plutónio apresenta-se como uma esfera subcrítica, que pode ou não ser ôca. A detonação é produzida explodindo uma carga modelada a toda a volta da esfera por forma a aumentar a densidade desta, produzindo, assim, uma configuração crítica estimulada. Este tipo de arma é conhecido como arma de tipo implosivo.

## Tutorial de caminho de criticidade
Há duas apresentações típicas de como variar um único parâmetro e atingir criticidade. No final de contas, ambos são, fundamentalmente, função apenas da geometria. A apresentação seguinte é uma tentativa de desenvolver a intuição acerca deste conceito. Em nenhum dos casos tal funcionaria realmente porque a montagem fundir-se-ia e, provavelmente, explodiria, pelo que esta apresentação tem propósitos meramente ilustrativos.
Criticidade por via de massa adicional
"Crítica" implica uma reacção de fissão em equilíbrio (estado estacionário); não há aumento da potência/temperatura/população de neutrões. "Subcrítico" implica uma incapacidade de sustentar uma reacção de fissão; uma população de neutrões introduzida numa configuração subcrítica diminuirá em número ao longo do tempo. "Supercrítica" implica uma taxa crescente de fissão até que mecanismos de naturais de feedback a) levem o reactor até ao equilíbrio (i.e., tornando-o crítico) a temperatura/potência elevada, ou b) o destruam (a desmontagem completa é um estado de equilíbrio).
1. É possível uma configuração ser crítica a aproximadamente zero potência. Se a quantidade perfeita de combustível foi adicionada a uma massa ligeiramente crítica para criar uma "massa crítica exacta", a fissão seria auto-sustentada para uma geração de neutrões (o consumo de combustível torna a configuração sub-crítica).
2. Se a quantidade perfeita de combustível foi adicionada a uma massa ligeiramente sub-crítica para criar uma "massa marginalmente supercrítica", a temperatura da configuração aumentaria até um máximo inicial (por exemplo, 1 K acima da vizinhança) e, de seguida, diminuiria até à temperatura ambiente após um período de tempo (o consumo de combustível eventualmente tornará a configuração sub-crítica).
3. Uma massa exactamente crítica à temperatura ambiente será sub-crítica se aquecida e super-crítica se arrefecida. Intrinsecamente, a fissão torna-se menos provável à medida que a temperatura do combustível aumenta (coeficiente de reactividade negativo). Para além da contribuição deste coeficiente, temos a expansão térmica; uma diminuição da densidade do combustível associada com o aumento da temperatura torna a reacção de fissão menos provável.
Criticidade por via da geometria
Imaginemos uma quantidade fixa (mas suficiente) de esferas de urânio-235, sendo cada esfera perfurada nas direcções x, y, e z, cada direcção ligeiramente desviada do centro por forma a que não se intersectem entre si no centro de cada esfera. Fazendo passar hastes fortes e delgadas através das esferas, obtém-se uma configuração cúbica, similar aos modelos de cloreto de sódio (NaCl), comuns nas aulas de Química. A diferença reside na possibilidade de, neste modelo, as esferas deslizarem ao longo das hastes. O passo seguinte consiste em aplicar vibrações harmónicas em pontos opostos do cubo, por forma a variar as distâncias inter-atómicas. Ao aplicar um elevado impulso que faça juntar de forma brusca as esferas, é possível provocar uma detonação. Explosivos potentes num dispositivo nuclear do tipo implosivo promovem, além de energia térmica e fatores menos importantes, uma súbita compressão do material, rearranjando os seus átomos exatamente como nas esferas do exemplo anterior e formando uma massa crítica, como se duas peças de urânio enriquecido de massa subcrítica fossem unidos rapidamente num dispositivo nuclear do tipo balístico ou canhão.
Supõe-se, frequentemente, que uma arma nuclear de tipo implosiva comprime o combustível metálico além de sua densidade natural; normalmente, os sólidos e os líquidos são considerados incompressíveis. Um mecanismo mais reactivo faria implodir, de maneira explosiva similar, uma massa subcrítica parcialmente oca em uma massa crítica mais sólida e supercrítica. Em sentido macroscópico, implodir um conjunto oco de combustível nuclear seria equivalente a comprimir abruptamente um material de baixa densidade tornando-o um material com alta densidade.
Parâmetros globais
Os cálculos práticos envolvem dois parâmetros: a massa e o raio da esfera. Começando com massa suficiente, esta é comprimida numa esfera menor com potentes explosivos, dando-se a detonação. De salientar que quanto maior a massa inicial (hoje a obtenção de material em termos produtivos já não é tão crítica como no passado), menor a necessidade de compressão para atingir-se a massa crítica. É também necessário efectuar cálculos adicionais no sentido de maximizar a conversão da massa em energia antes que aquela, devido à própria explosão, tenha sido adequadamente consumida.
Não sendo usado um disparador de neutrões para detonar o dispositivo mas, ainda assim, montando-se uma esfera da massa supercrítica de U-235, há probabilidade finita de se verificar uma emissão espontânea de neutrão, a qual causaria uma nova emissão em outros neutrões, originando uma reacção nuclear em cadeia. Em cada segundo, há em média emissão de 10 neutrões, pelo que demoraria apenas uma fracção de segundo para que a reacção tivesse início.